# Triesen
Triesen és una localitat del principat de Liechtenstein. A 30 de juny del 2019 tenia 5.230 habitants.